# David Fernández Alonso
David Fernández Alonso, más conocido como David Fernández, (Valladolid, 14 de abril de 1996) es un jugador de balonmano español que juega de lateral derecho en el Balonmano Caserio de Ciudad Real. Es internacional con la selección de balonmano de España.
Con la selección española debutó en el Memorial Domingo Bárcenas 2020, aunque no entró en la convocatoria final para el Campeonato Europeo de Balonmano Masculino de 2020.

## Palmarés

### Wisla Plock
- Copa de Polonia de balonmano (1): 2022

## Clubes
| Club                | País     | Año         |
| ------------------- | -------- | ----------- |
| BM Valladolid       | España   | 2013 - 2014 |
| BM Nava             | España   | 2014 - 2015 |
| Atlético Valladolid | España   | 2015 - 2016 |
| Ademar León         | España   | 2016 - 2020 |
| Orlen Wisła Płock   | Polonia  | 2020 - 2022 |
| Ademar León         | España   | 2022 - 2023 |
| FC Porto            | Portugal | 2023 - 2025 |
| Balonmano Caserio   | España   | 2025 - Act. |